# هلال (نشانه)

یک هلال تُرکی یا هیلال متعلق به امپراتوری عثمانی (اوتومان)

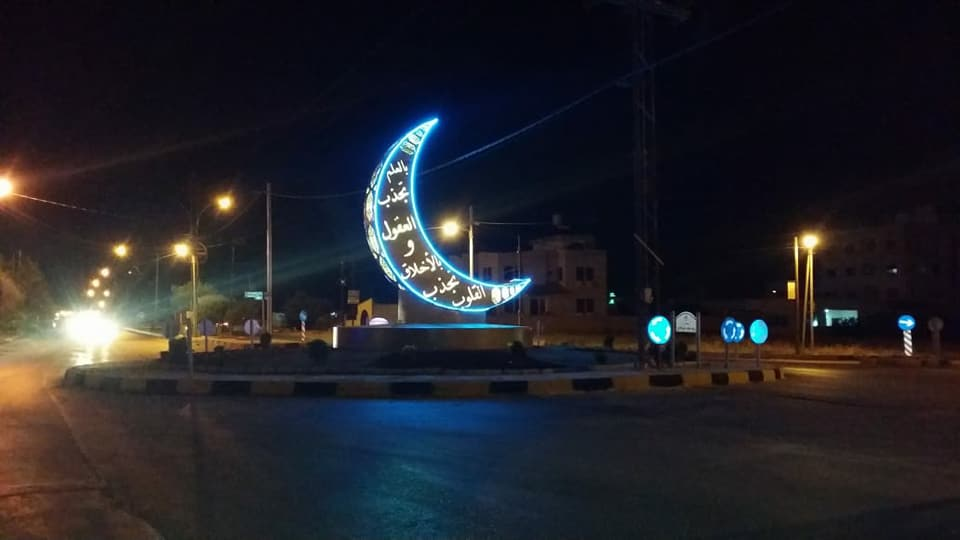
مجسمهٔ هلال ماه

هِلال یا بَرن یا ماهِ نو یا ماهچه در هنر و نشان‌گذاری بیشتر شکل به‌دست‌آمده از جدا کردن یک دایره از یک صفحهٔ گرد است که شکل باقی‌ماندهٔ دو کمان دایره‌ای با شعاع‌های متفاوت می‌باشد که همدیگر را در دو نقطه قطع می‌کنند. این نماد هلال تا قبل از اینکه بعنوان یک نماد اسلامی معرفی شود در اکثر نگاره ها و پرچم های دولت های تُرک دیده می‌شود که پیش از قرن ۱۵ میلادی کمتر سابقهٔ استفاده در اسلام  دارد یکی از نمادهای اسلام به‌شمار می‌آید که احتمالاً به جهت مقابله با نماد صلیب مسیحیان در جنگ‌های صلیبی شکل و انسجام گرفته‌است. بیشتر کارکرد این نماد اسلام در مناطق ترکیه و سوریهٔ امروزی گزارش شده‌است. در خصوص علت استفاده از نماد هلال برای اسلام، گمانه‌زنی‌های مختلفی شده‌است از جمله:
- اشاره به معجزهٔ پیامبر اسلام در خصوص شق‌القمر
- تابیدن هلال ماه برای محمد در طول سفرش از مکه به مدینه (که آغاز تاریخ مسلمانان و ایجاد تاریخ هجری قمری شد)
- نمادی برای نمایش قبله که در بالای مساجد قرار می‌گرفت تا مسافران با توجه به نوک هلال، جهت قبله را کشف نمایند.

## نگارخانه

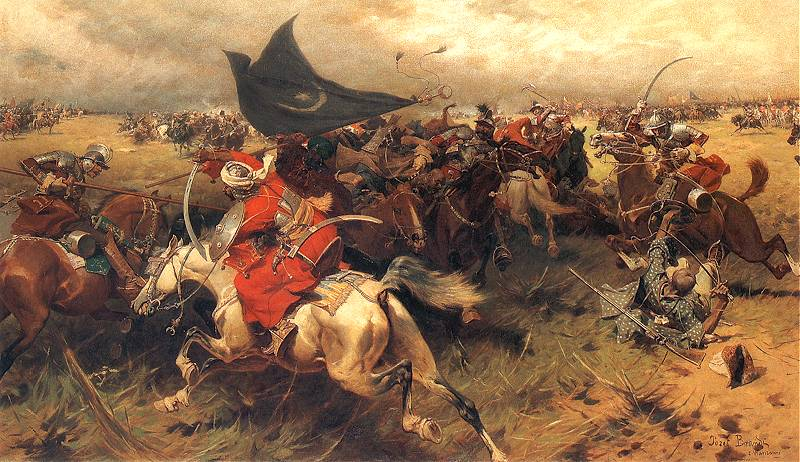
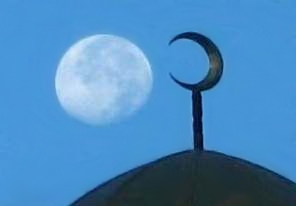
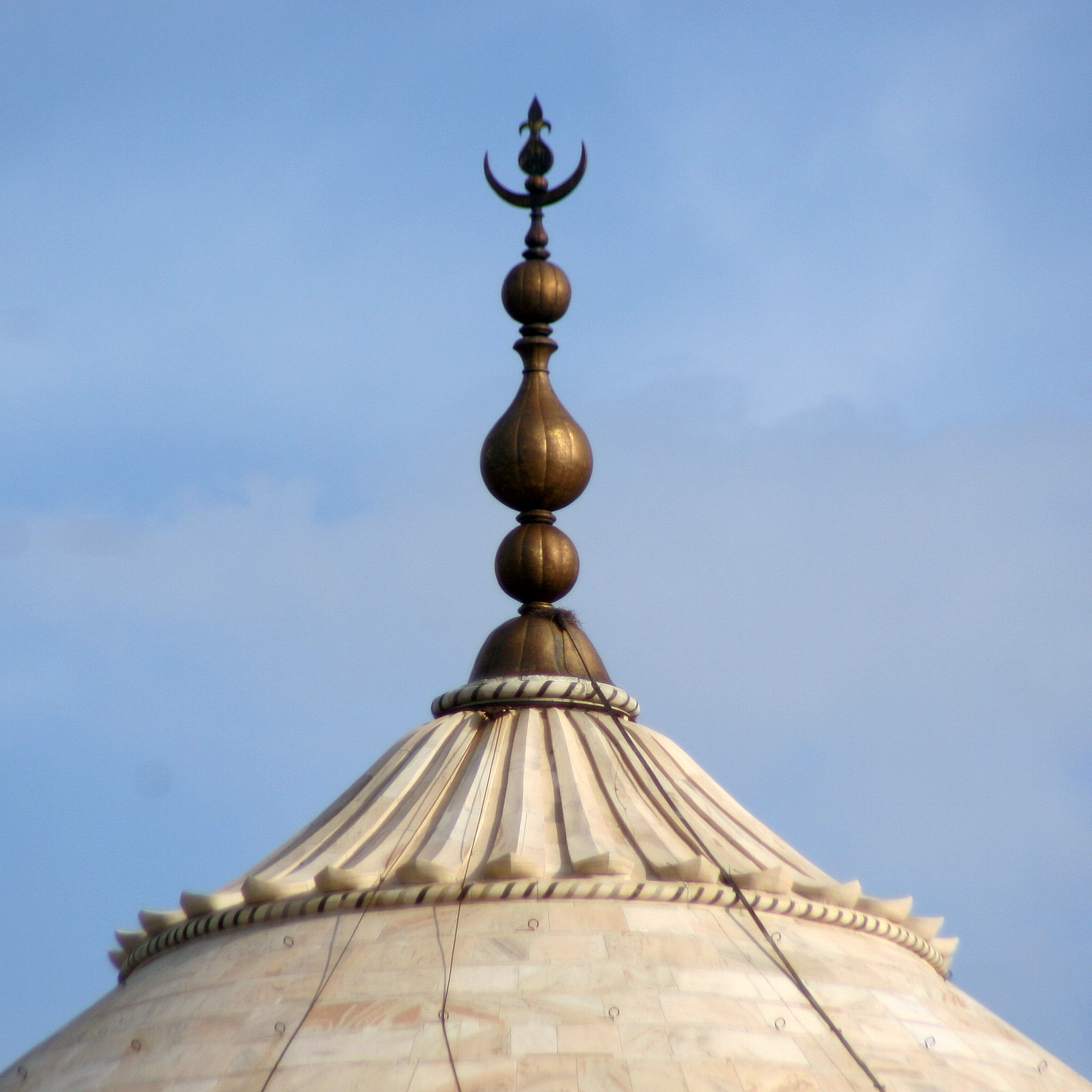

## پرچم‌ها

پرچم پاکستان

از نماد هلال در پرچم کشورهای اسلامی بسیاری از جمله: الجزایر، آذربایجان، مالزی، موریتانی، پاکستان، تونس، ترکیه، ترکمنستان و ازبکستان استفاده شده‌است.

پرچم ترکیه از ۱۹۳۶